# Erisma
Erisma é um género botânico pertencente à família Vochysiaceae.

## Espécies
Espécies:
- Erisma arietinum M.L.Kawas.
- Erisma bicolor Ducke
- Erisma blancoa Marc.-Berti
- Erisma bracteosum Ducke
- Erisma calcaratum (Link) Warm.
- Erisma costatum Stafleu
- Erisma djalma-batistae Paula
- Erisma floribundum Rudge
- Erisma fuscum Ducke
- Erisma gracile Ducke
- Erisma japura Spruce ex Warm.
- Erisma lanceolatum Stafleu
- Erisma laurifolium Warm.
- Erisma maliforme Link ex Warm.
- Erisma megalophyllum Stafleu
- Erisma micranthum Spruce ex Warm.
- Erisma nitidum DC.
- Erisma niveum Link ex Warm.
- Erisma silvae Marc.-Berti
- Erisma splendens Stafleu
- Erisma tessmannii Pilg.
- Erisma uncinatum Warm.